# Liste der Naturdenkmäler im Bezirk Völkermarkt
Die Liste der Naturdenkmäler im Bezirk Völkermarkt listet die als Naturdenkmal ausgewiesenen Objekte im Völkermarkt im Bundesland Kärnten auf.

## Naturdenkmäler
| Foto |                 | Name                                                                    | ID                                     | Standort                                          | Beschreibung | Fläche  | Datum |
| ---- | --------------- | ----------------------------------------------------------------------- | -------------------------------------- | ------------------------------------------------- | --- | ------- | ----- |
| 1    | Datei hochladen | 4 Winter-Linden in Unterloibach                                         | Vö 32                                  | Bleiburg KG: Unterloibach Standort                | 4 Linden am Grenzübergang in Grablach. Von den ursprünglich 5 Linden wurde die mittlere im Jahr 2007 wegen Gefahr in Verzug gefällt. | 283 m²  | 1968  |
| 1    | Datei hochladen | Sommer-Linde in Diex                                                    | Vö 08                                  | Diex KG: Diexerberg Standort                      | Die Linde südwestlich der Wehrkirche war zum Zeitpunkt der Unterschutzstellung etwa 250 Jahre alt. | 200 m²  | 1955  |
| 1    | Datei hochladen | Schwarz-Küchenschelle in Humtschach                                     | Vö 35                                  | Eberndorf KG: Mittlern Standort                   | Halbtrockenrasen auf einem kleinen Kogel als Standort der Wiesenküchenschelle (Pulsatilla pratensis). Die Schwarze Kuhschelle hat ihr Verbreitungsgebiet im Pontischen Raum und kommt bei uns nur mehr vereinzelt an wenigen Plätzen vor. Sie ist eine Vertreterin der Hahnenfußgewächse. | 0,22 ha | 1962  |
| 1    | Datei hochladen | Winter-Linde beim Gregorn                                               | Vö 03                                  | Feistritz ob Bleiburg KG: Feistritz Standort      | Die stattliche Linde in einem Privatgarten an der Petzen Landesstraße war zum Zeitpunkt der Unterschutzstellung etwa 300 Jahre alt. | 153 m²  | 1984  |
| 1    | Datei hochladen | Wildensteiner Wasserfall                                                | Vö 31                                  | Gallizien KG: Enzelsdorf Standort                 | Der Wasserfall liegt am Nordabhang des Obirs südlich der Ortschaft Wildenstein und hat eine Fallhöhe von 54 Metern. | 7,02 ha | 1962  |
| 1    | Datei hochladen | Sommer-Linde in Möchling                                                | Vö 23                                  | Gallizien KG: Möchling Standort                   | Die Linde, die zum Zeitpunkt der Unterschutzstellung etwa 270 Jahre alt, musste 2003 wegen Gefahr im Verzug gefällt werden. 2019 wurde der Schutz für den nicht mehr vorhandenen Baum aufgehoben, und eine nun etwa 20 Jahre alte Neupflanzung wurde neu als Naturdenkmal ausgewiesen.    | 13 m²   | 1955  |
| 1    | Datei hochladen | Stiel-Eiche beim Schloss Möchling                                       | Vö 24                                  | Gallizien KG: Möchling Standort                   | Die Eiche südlich des Schlosses am Ufer des Teiches war zum Zeitpunkt der Unterschutzstellung etwa 220 Jahre alt. | 314 m²  | 1955  |
| 1    | Datei hochladen | Sommer-Linde am Hemmaberg, Kirchenlinde                                 | Vö 29                                  | Globasnitz KG: Globasnitz Standort                | Die mächtige Linde mit kompakter Stammbasis wenige Meter westlich der Kirche St. Emma war zum Zeitpunkt der Unterschutzstellung etwa 470 Jahre alt. | 314 m²  | 1955  |
| 1    | Datei hochladen | Rosaliengrotte                                                          | Vö 39 HERIS-ID: 68061 Objekt-ID: 81056 | Globasnitz KG: Jaunstein Standort                 | Naturhöhle mit Quelle am Nordabhang des Hemmaberges; Grotte mit Heiligenstatue. Wegen Steinschlaggefahr ist der Zugang seit 2014 gesperrt. | 1,13 ha | 1975  |
| 1    | Datei hochladen | Stiel-Eiche in Griffen                                                  | Vö 05                                  | Griffen KG: Griffnerthal Standort                 | Die Eiche im Privatgarten eines Hauses an der Bundesstraße 70 Völkermarkt-Ost – Griffen war zum Zeitpunkt der Unterschutzstellung etwa 120 Jahre alt. | 200 m²  | 1955  |
| 1    | Datei hochladen | Sommer-Linde am Bierbaumer Sattel                                       | Vö 04                                  | Griffen KG: Wriesen Standort                      | Die zum Zeitpunkt der Unterschutzstellung etwa 320 Jahre alte Linde nördlich des Gasthofes Bierbaumer befindet sich im Ableben: starker Mistelbefall und zahlreich Astabbrüche in der Krone, fast keine Belaubung mehr, Totholz findet sich im gesamten Kronenbereich.                    | 78 m²   | 1955  |
| 1    | Datei hochladen | Winter-Linde in Unternberg, Muchar-Linde                                | Vö 20                                  | Ruden KG: Unternberg Standort                     | Die Linde in der Ortschaft Unternberg war zum Zeitpunkt der Unterschutzstellung etwa 320 Jahre alt. 2013: der östliche Teil der Krone ist abgebrochen. | 78 m²   | 1955  |
| 1    | Datei hochladen | Jerischacher See                                                        | Vö 07                                  | Sittersdorf KG: Goritschach Standort              | Der See mit stark schwankendem Wasserspiegel ist ein schönes Beispiel für ein Toteisloch. In einer wannenförmigen, rund 25 m tiefen Mulde liegt ein fast kreisrunder, ebener Boden, der bedeckt ist von kräftigen Seggenhorsten und vereinzelten Schilfbeständen.                         | 1,95 ha | 1985  |
| 1    | Datei hochladen | Hainbuche in Watzelsdorf                                                | Vö 36                                  | Völkermarkt KG: Gurtschitschach Standort          | Die Hainbuche am Ortsende von Watzelsdorf auf einer Hangböschung neben der Straße war zum Zeitpunkt der Unterschutzstellung etwa 110 Jahre alt. | 113 m²  | 1973  |
| 1    | Datei hochladen | Stiel-Eiche in Watzelsdorf                                              | VÖ 34                                  | Völkermarkt KG: Gurtschitschach Standort          | Die Eiche am Ortsende von Watzelsdorf war zum Zeitpunkt der Unterschutzstellung etwa 120 Jahre alt. | 78 m²   | 1973  |
| 1    | Datei hochladen | Birnbaum in Watzelsdorf                                                 | Vö 38                                  | Völkermarkt KG: Gurtschitschach Standort          | Der Birnbaum am südlichen Ortsende von Watzelsdorf war zum Zeitpunkt der Unterschutzstellung etwa 100 Jahre alt. | 78 m²   | 1973  |
| 1    | Datei hochladen | Stiel-Eiche in Watzelsdorf am ehemaligen Paul-Berndsorf-Gedenkschutzhof | Vö 37                                  | Völkermarkt KG: Gurtschitschach Standort          | Die Eiche am nördlichen Ortsende von Watzelsdorf, am ehemaligen „Paul-Bernsdorf-Naturschutzhof“, war zum Zeitpunkt der Unterschutzstellung etwa 180 Jahre alt. | 200 m²  | 1973  |
| 1    | Datei hochladen | Sommer-Linde in Gattersdorf beim vlg. Rudolf                            | Vö 14                                  | Völkermarkt KG: Mittertrixen Standort             | Die Linde südlich des Feuerwehrhauses beim Anwesen vlg. Rudolf war zum Zeitpunkt der Unterschutzstellung etwa 220 Jahre alt. | 113 m²  | 1955  |
| 1    | Datei hochladen | Stiel-Eiche in St. Martin                                               | Vö 11                                  | Völkermarkt KG: Niedertrixen Standort             | Die Eiche südlich des Wirtschaftsgebäudes des Gasthofes Zikulnig war zum Zeitpunkt der Unterschutzstellung etwa 170 Jahre alt. | 314 m²  | 1955  |
| 1    | Datei hochladen | 4 Schwarz-Kiefern in St.Peter am Wallersberg                            | Vö 33                                  | Völkermarkt KG: St. Peter am Wallersberg Standort | Die Schwarzkiefern direkt neben der Straße auf der nördlichen Böschungskrone waren zum Zeitpunkt der Unterschutzstellung bis zu 90 Jahre alt. Ursprünglich waren 6 Schwarzkiefern vorhanden; ein Baum wurde 1966 durch die Straßenverbreiterung, eine weitere Kiefer später entfernt.     | 52 m²   | 1957  |
| 1    | Datei hochladen | 2 Winter-Linden bei der Kirche St. Ruprecht                             | Vö 15                                  | Völkermarkt KG: St. Ruprecht Standort             | Die 2 Linden nördlich der Kirche St. Ruprecht waren bei der Unterschutzstellung etwa 170 Jahre alt. | 190 m²  | 1955  |
| 1    | Datei hochladen | Fichte in Wandelitzen, Jörg-Fichte                                      | Vö 09                                  | Völkermarkt KG: Wandelitzen Standort              | Die zum Zeitpunkt der Unterschutzstellung etwa 200 Jahre alte Fichte fiel 2009 oder 2010 einem Sturm zum Opfer. Die Stammbasis mit der Plakette ist noch vorhanden. Das Totholz dient dem Erzfarbenen Nadelholz-Prachtkäfer (Buprestis haemorrhoidalis) als Lebensraum.                   | 113 m²  | 1955  |

## Von der BH ausgewiesene Naturdenkmäler, die in den vom Land Kärnten veröffentlichten Listen nicht enthalten sind (Stand Jänner 2019)
| Foto |                 | Name                      | ID    | Standort                                      | Beschreibung | Fläche | Datum      |
| ---- | --------------- | ------------------------- | ----- | --------------------------------------------- | --- | ------ | ---------- |
| 1    | Datei hochladen | Teufelsstein in Jaunstein | Vö ?? | Globasnitz KG: Jaunstein GrStNr: 609 Standort | Der Teufelsstein ist ein rund 6 m hoher karbonatischer Felsblock, der mitten in einem Acker zu liegen gekommen ist. Der Fels wird von einer Winterlinde und einer Stieleiche flankiert und von Haselsträuchern umgeben, darauf befindet sich ein Kruzifix. Der Felsen ist mit zahlreichen trockenheitsliebenden krautigen Pflanzenarten wie Wiesensalbei, Liguster, Blutroter Hartriegel, Brombeeren oder Himbeeren bewachsen. |        | 20.12.2016 |

## Ehemalige Naturdenkmäler
| Foto |                 | Name                                                 | ID    | Standort                              | Beschreibung | Fläche | Datum |
| ---- | --------------- | ---------------------------------------------------- | ----- | ------------------------------------- | --- | ------ | ----- |
| 0 BW | Datei hochladen | Sommer-Linde in Glantschach, Dorflinde, Kirchenlinde | Vö 27 | Gallizien KG: Glantschach Standort    | Die Dorflinde südöstlich der Kirche war zum Zeitpunkt der Unterschutzstellung etwa 200 Jahre alt. | 78 m²  | 1955  |
| 0 BW | Datei hochladen | Schlangenfichte beim Jegart                          | Vö 02 | Sittersdorf KG: Altendorf Standort    | Die zum Zeitpunkt der Unterschutzstellung etwa 120 Jahre alte Fichte zeigte eine seltene Wuchsabnormität: Auf einem normalen, 4 m hohen Stammstück wuchsen schlangenförmige, bis zu 2,5 m lange Längstriebe. Der Stamm teilte sich in 4 m Höhe in 2 Nebenstämme, diese teilten sich wieder. | 50 m²  | 1938  |
| 0 BW | Datei hochladen | Sommer-Linde in Gattersdorf, Dorflinde               | Vö 13 | Völkermarkt KG: Mittertrixen Standort | Die knorrige Dorflinde auf einer kleinen Böschung nördlich des Feuerwehrhauses war zum Zeitpunkt der Unterschutzstellung über 220 Jahre alt. | 113 m² | 1955  |
| 0    | Datei hochladen | Sommer-Linde                                         | Vö 17 | Völkermarkt, St. Agnes                | Die Sommerlinde war zum Zeitpunkt der Unterschutzstellung etwa 220 Jahre alt. |        | 1955  |

| Foto:                    | Fotografie des Naturdenkmals. Klicken des Fotos erzeugt eine vergrößerte Ansicht. Daneben finden sich zwei Symbole: \| Weitere Bilder vorhanden \| Das Symbol bedeutet, dass weitere Fotos des Objekts verfügbar sind. Durch Klicken des Symbols werden sie angezeigt. \| \| Eigenes Foto hochladen \| Durch Klicken des Symbols können weitere Fotos des Objekts in das Medienarchiv Wikimedia Commons hochgeladen werden. \| |
| Name:                    | Bezeichnung des Naturdenkmals laut offiziellen Quellen |
| ID                       | Identifikator |
| Standort:                | Es ist die Gemeinde und falls vorhanden die Adresse angegeben. Darunter sind die Katastralgemeinde (KG) und die Grundstücksnummer angeführt. Durch Aufruf des Links Standort wird die Lage des Denkmals in verschiedenen Kartenprojekten angezeigt. |
| Beschreibung             | Kurze Beschreibung des Naturdenkmals |
| Fläche                   | Fläche des Naturdenkmals in Hektar (ha) |
| Datum                    | Datum oder Jahr der Unterschutzstellung |
| Weitere Bilder vorhanden | Das Symbol bedeutet, dass weitere Fotos des Objekts verfügbar sind. Durch Klicken des Symbols werden sie angezeigt. |
| Eigenes Foto hochladen   | Durch Klicken des Symbols können weitere Fotos des Objekts in das Medienarchiv Wikimedia Commons hochgeladen werden. |